# Elnaz Rekabi
Elnaz Rekabi (pers. ‏الناز رکابی‎; ur. 20 lipca 1989 w Zandżanie) – irańska wspinaczka sportowa. Specjalizowała się w boulderingu, prowadzeniu oraz we wspinaczce łącznej. Wicemistrzyni Azji we wspinaczce sportowej w konkurencji boulderingu w 2013.

## Kariera sportowa
Elnaz Rekabi w 2013 w Teheranie na zawodach we wspinaczce sportowej w konkurencji boulderingu została wicemistrzynią Azji, w finale przegrała z Chinką Renqing Lamu. W 2014 oraz w 2016 zdobyła brązowe medale mistrzostw Azji.
W 2019 na mistrzostwach świata w Hachiōji  zajęła odległe miejsca w poszczególnych konkurencjach, a  we wspinaczce łącznej była również 30. Zajęcie tak odległego miejsca w klasyfikacji generalnej wspinaczki łącznej nie zapewniło jej kwalifikacji olimpijskich na IO 2020 w Tokio we wspinaczce sportowej.
W 2019 roku w Tuluzie na światowych kwalifikacjach do igrzysk olimpijskich zajęła dopiero dwudzieste pierwsze miejsce, które nie zapewniało również awansu (kwalifikacji) na IO 2020 w Tokio.

## Osiągnięcia

### Mistrzostwa świata
| Konkurencje        | 2011 | 2014 | 2016 | 2019 |
| Bouldering         | —    | —    | 57   | 39   |
| Prowadzenie        | 57   | 31   | 45   | 23   |
| Wspinaczka na czas | —    | —    | —    | 30   |
| Wspinaczka łączna  | —    | —    | —    | 30   |

### Igrzyska azjatyckie
| Konkurencje        | 2018 1) |
| Bouldering         | (3,5)   |
| Prowadzenie        | (6)     |
| Wspinaczka na czas | (12)    |
| Wspinaczka łączna  | 7       |

1) kursywą w nawiasach zamieszczono miejsca jakie uzyskała podczas igrzysk w poszczególnych konkurencjach wchodzących w skład wspinaczki łącznej.

### Mistrzostwa Azji
| Konkurencje      | 2008 | 2009 | 2010 | 2013 | 2014 | 2015 | 2016 | 2017 | 2018 |
| Bouldering       | 15   | 15   | 9    | 2    | —    | 9    | 12   | 10   | 6    |
| Prowadzenie      | 15   | —    | 7    | 11   | 3    | 8    | 6    | 4    | 14   |
| Wsp. na czas     | 16   | 11   | 17   | 4    |      | —    | —    | —    | 12   |
| Sztafeta na czas | —    | —    | —    | —    | —    | —    | 3    | —    | —    |